# Tres Cruces
Il Nevado Tres Cruces è un massiccio vulcanico delle Ande situato sul confine tra Argentina e Cile, vanta un'estensione tra gli otto ed i dodici chilometri quadrati e quattro cime principali:
- La Cima Sud o Internacional (6.749 metri)
- La Cima Centrale (6.008 metri)
- La Cima Nord (6.629 metri)
- La 4ª, cima ancora più a nord della precedente (circa 6.300 metri)

La montagna fa parte della catena vulcanica che costeggia da sud il passo di San Francisco, oltre al Tres Cruces vi sono: il San Francisco, l'Incahuasi, l'El Fraile, l'El Muerto, l'Ojos del Salado ed il Cerro Solo, senza contare elevazioni minori.
Si tratta della 7ª cima andina in ordine di altitudine e fu scalata per la prima volta nel 1937 da una spedizione polacca.
Non è conosciuta la data dell'ultima eruzione.